# Boku ga Shinou to Omotta no Wa
Singles de Mika Nakashima
Aikotoba
(2013) Hanataba
(2015)
Boku ga Shinou to Omotta no Wa est le 38e single de Mika Nakashima sorti sous le label Sony Music Associated Records le 28 août 2013 au Japon. Il arrive 17e à l'Oricon. Il se vend à 7 082 exemplaires la première semaine et reste classé pendant 7 semaines pour un total de 10 036 exemplaires vendus. Il sort en format CD et CD+DVD.

## Liste des titres
| 1. | Boku ga Shinou to Omotta no Wa (僕が死のうと思ったのは)                |  |
| 2. | Today                                                                  |  |
| 3. | Sakurairo Mau Koro -natural edition- (桜色舞うころ)                    |  |
| 4. | Boku ga Shinou to Omotta no Wa (Instrumental) (僕が死のうと思ったのは) |  |

| 1. | Boku ga Shinou to Omotta no Wa (僕が死のうと思ったのは) |  |